# Santino de Bossi

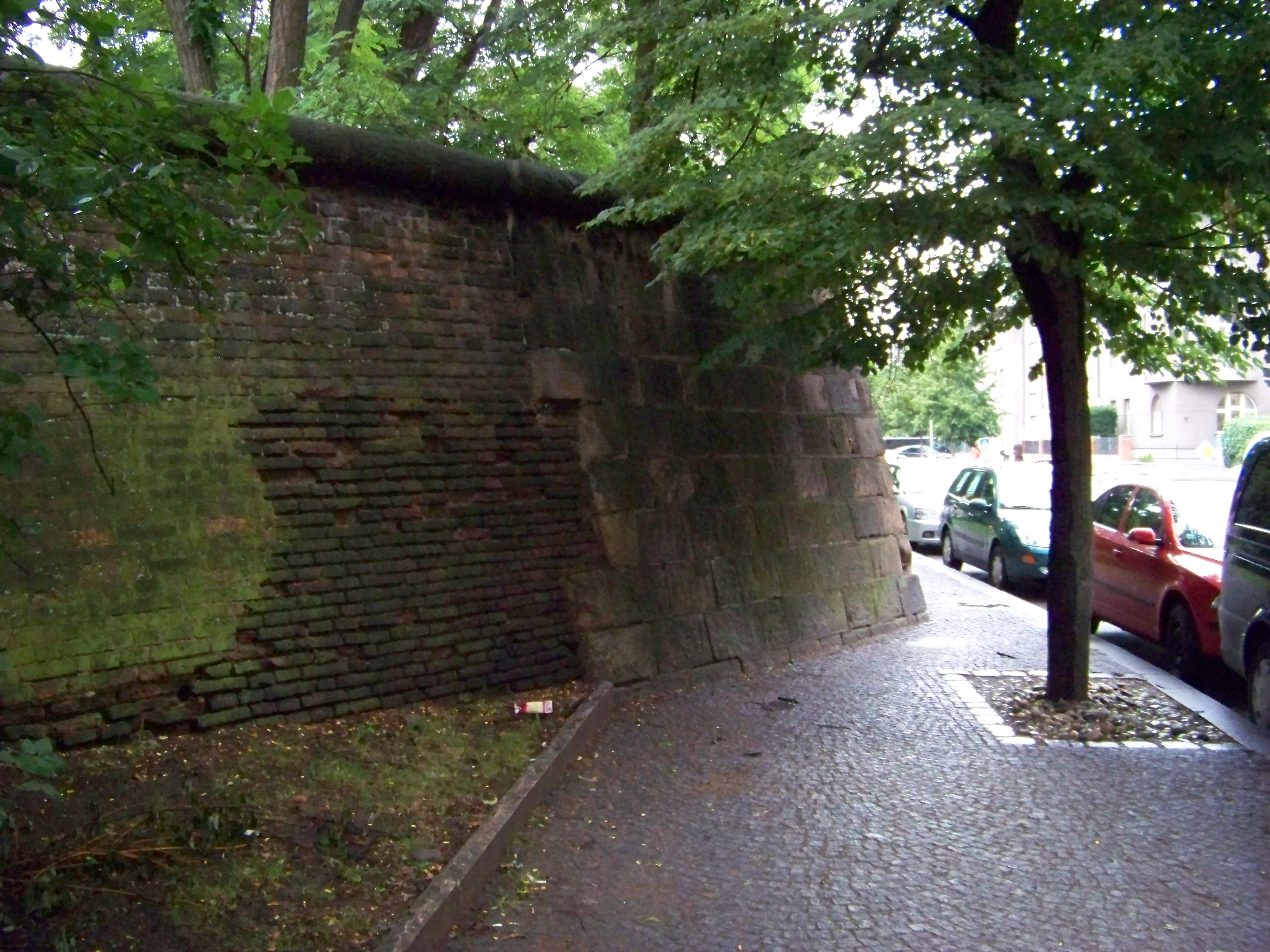
Mariánské hradby. Cihlová hradba s kamenným ukončením a kamenným nárožním armováním.

Santino de Bossi:126, 145, též Norbert Santin de Bossi (* kolem 1610:145 – 1673, Praha–Malá Strana:145) byl italský kameník a stavitel.

## Život
Narodil se nejspíše v Praze jako syn Dominika de Bossi z Monte u Balerma.:145 Oženil se 9. listopadu 1636, jeho manželka pocházela z Hodkovic.:145
V letech 1653–1672 působil jako starší Malostranského pořádku zedníků a kameníků. Byl hlavně činný při stavbě opevnění Menšího Města pražského, kde spolupracoval s Innocentiem Contim.:145 Postavil četné budovy v Praze i na venkově.:145 Byl konkurentem Carla Luraga.:145
Někdy je nesprávně označován jako Santini de Bossi, pro což je zaměňován či slučován se Santinem Aichelem.:127 Santino de Bossi byl svědkem při křtu několika dětí Antonína Aichela a jeho manželky Kristýny (v roce 1636, 1638, 1643, 1648, 1650).:128, 129, 146, 147

## Stavby
- Santinovský dům (U tří zlatých hvězd, Dům u tří korun, Skálovský dům) čp. 262/III (v něm sídlí A studio Rubín)[3]
- Malý Muskonský dům čp. 263/III
- Dům U velkého střevíce čp. 333/III
- Dům U dvou zlatých lvů čp. 3211/III
- Dům U tří zlatých hvězd čp. 263/III
- Dům U zlatého lva čp. 261/III)[4]
- barokní opevnění Prahy (Mariánské hradby) na levém břehu Vltavy
- Nová cesta (Nerudova ulice) v letech 1638–1642 dle plánů Giuseppe Matteiho[1]:145
- rekonstrukce zámku v Přerově nad Labem
- barokní přestavba Šporkova paláce